# Портер, Роберт
Роберт Портер (англ. Robert H. Porter; род. 25 января 1955 года, Канада) — канадский экономист, профессор экономики, президент Эконометрического общества в 2015 году.

## Биография
Роберт родился 25 января 1955 года в Канаде.
В 1972—1976 годах проходил обучение в Университете Западного Онтарио, где в мае 1976 года с отличием получил степень бакалавра (B.A.). Затем учился в Принстонском университете в 1976—1980 годах, где в июне 1981 года успешно защитил докторскую диссертацию на тему «О применении динамического картеля», получив докторскую степень (Ph.D.).
Свою преподавательскую деятельность начал в должности ассистента профессора на экономическом факультете в Миннесотском университете в 1980—1984 годах, затем ассоциированным профессором на экономическом факультете в Университете штата Нью-Йорк в Стоуни-Брук в 1984—1987 годах. В 1987 году стал полным профессором на экономическом факультете, а с 1993 года по настоящее время является именным профессором — профессором Вильяма Кенана Северо-Западного университета, а в 2004—2007 годах занимал должность заведующего кафедрой.
Роберт Портер также был постдокторантом Лаборатории Белла в Мюррей-Хилл, штат Нью-Джерси в 1982—1983 годах, членом технического персонала Исследовательского центра Bell Communications в Морристаун, штат Нью-Джерси в 1986—1988 годах. Был приглашённым профессором в Массачусетском технологическом институте в 1991 году, в 1995 году и в 1999 году, в Чикагском университете в 1994 году, в Бостонском университете в 1995 году, в Калифорнийском университете в Беркли в 1998 году, в Калифорнийском университете в Лос-Анджелесе в 2001—2002 годах, в Йельском университете в 2005 году.
Роберт Портер является выбранным членом с 1989 года, а в 2015 году был президентом Эконометрического общества, членом Американской академии искусств и наук с 1997 года, членом Общества Теории игр с 1998 года, почётным членом Общества Организации промышленности с 2009 года, научным сотрудником NBER с 1991 года.

## Награды и гранты
За свои достижения был награждён:
- 1976 — золотая медаль по экономике и математике от Университета Западного Онтарио;
- 1981—1982 — грант Фонда Альфреда Слоуна за работу «Трансакционные издержки и несовершенная информация: применение переключающих регрессий»;
- 1982—1983 — постдокторская стипендия от Лаборатории Белла;
- 1984 — грант Фонда Альфреда Слоуна за работу «Частота и продолжительность ценовых войн»;
- 1985—1987 — грант от Национального научного фонда за работу «Поведение торгов и формирование совместных предприятий на OCS -аукционах»;
- 1988—1991 — грант от Национального научного фонда за работу «Аукционы по аренде морской нефти и газа»;
- 1993—1996 — грант от Национального научного фонда за работу «Эмпирические исследования аукционов и торгов»;
- 1997—1999 — грант от Национального научного фонда за работу «Эмпирические исследования торгов и регистраций»;
- 2005—2006 — грант от Фонда Сиерла за работу «Сговор на аукционах по закупкам»;
- 2017 — BBVA Foundation Frontiers of Knowledge Awards.